# Donatella Sciuto
Donatella Sciuto (Varese, 1962) è un'ingegnera italiana, rettrice del Politecnico di Milano.
I suoi campi di ricerca comprendono i sistemi embedded, l'elettronica a basso consumo e l'integrazione su scala larga multicore, con applicazioni che includono le smart buildings.

## Istruzione e carriera
Dopo aver conseguito la laurea in ingegneria elettronica presso il Politecnico di Milano, ha frequentato l'Università del Colorado - Boulder per un dottorato in ingegneria elettrica e informatica. Ha inoltre conseguito un Master in Business Administration presso l'Università Bocconi.
Nel 1986 è diventata ricercatrice presso l'Università degli Studi di Brescia, poi nel 1992 è tornata al Politecnico di Milano come professore associato ed è stata promossa a professore ordinario nel 2000. È diventata vice rettore dell'università nel 2010 e vice rettore esecutivo nel 2015. È stata eletta rettore per il mandato 2023-2028, diventando la prima donna a dirigere l'università.

## Riconoscimenti
È stata eletta IEEE Fellow nel 2011 "per i contributi alla progettazione di sistemi embedded". È stata eletta all'Academia Europæa nel 2022.